# Dez Bryant

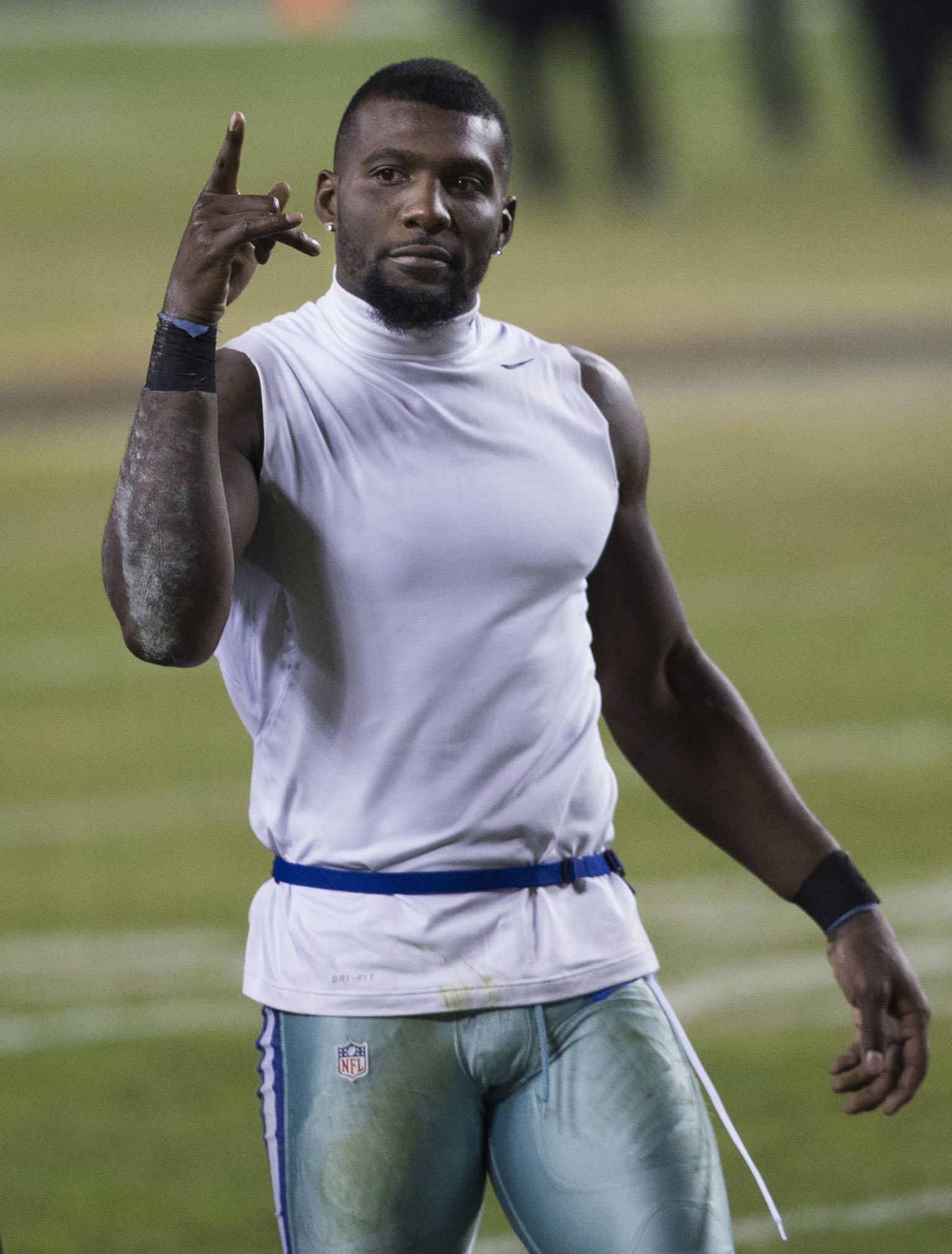
Dez Bryant, 2015.

Desmond "Dez" Bryant, född 4 november 1988 i Galveston County, Texas, är en amerikansk utövare av amerikansk fotboll som spelade wide receiver för NFL-laget Dallas Cowboys 2010–2017. Han draftades 2010 av Cowboys i första omgången. Bryant skrev kontrakt med New Orleans Saints den 7 november 2018 men kunde inte spela för laget på grund av en skada.